# 松武秀樹
松武 秀樹（まつたけ ひでき、1951年8月12日 - ）は、神奈川県横浜市出身の作曲家、編曲家、シンセサイザープログラマー。株式会社ミュージックエアポート代表取締役社長。
一般社団法人日本シンセサイザープロフェッショナルアーツ名誉顧問。一般社団法人演奏家権利処理合同機構MPN副理事長。公益社団法人日本芸能実演家団体協議会常務理事（広報担当）。

## 来歴・人物

### 冨田勲に「弟子入り」
1970年に大阪万博を観た後に、大阪市内の楽器店兼レコード店で、ウォルター・カーロスの『スウィッチト・オン・バッハ（Switched-On Bach）』を聴いたことをきっかけとして、シンセサイザーの自動演奏に興味を持つ。
1971年6月、冨田勲のマネージメント会社であるインターパックに入社。音楽関係者であった父親の伝手で、俗に「弟子入り」と言われている。同年10月にはモーグ・III-Pが冨田のもとに到着し、当時日本には数台しかなかったモーグシンセサイザーによる音楽制作のスタッフを経験する。
その後1972年にモーグ・III-Cを購入、1974年に音楽制作会社エム・エー・シー（MAC,Musical Advertising Corps.）を設立して独立する。

### 「4人目のYMO」として
1977年、矢野顕子のアルバム『いろはにこんぺいとう』制作前後から、後のイエロー・マジック・オーケストラ（YMO）のメンバーとの付き合いが始まる。1978年に坂本龍一のアルバム『千のナイフ』への参加をきっかけに、YMOの多くのアルバム・レコーディングや世界ツアーにマニピュレーターとして参加し「YMO第4の男」と呼ばれた。
1979年から1980年にかけてのYMOのワールドツアーでは、ソニー製のステレオカセットテープレコーダー「カセットデンスケ」をデータストア（記憶装置）として利用し、シーケンサーのローランド MC-8を介して、モーグ・III-CとE-MU・カスタムモジュールシンセサイザーを交互に駆使し、ライブ中に絶え間なく電子音を鳴らしていた。しかし当時の人手によるアナログな準備作業では装置のトラブルにも悩まされ、ニューヨークのボトムラインでのライブでは「デイ・トリッパー」の演奏時に電子音が出ず、エレクトリック・ギターのリフを頼りに演奏を始めた。この様子は、当時YMOの公演を追っていた日本国内のFMラジオでも放送された。
1979年にEP盤で発売した「謎の無限音階」については、「耳の錯覚が起こせる」という制作意図をレコード会社に対し、分かりやすく説明するため、松武は「エッシャーの絵に曲が付けられる」と表現したという。細野晴臣がこの「謎の無限音階」のレコーディングを見ていたことが、後にYMOのアルバム『BGM』収録の「LOOM/来たるべきもの」を作曲するきっかけとなった。
1980年にテクノポップブームの中、劇場版『電子戦隊デンジマン』で劇中BGMでシンセサイザー演奏を担当した。また同年にザ・ベンチャーズのアルバム『CHAMELEON』にマニピュレーターとして参加したが、同作にはYMOのメンバーも3曲提供しており、その縁での参加と思われる。

### LOGIC SYSTEM結成
1981年には自身のユニットであるロジック・システムを結成。アジアでの公演も何度か行っている。
1988年には入江純、松本隆とのユニット「AKIHABARA ELECTRIC CIRCUS」を結成。
1991年には入江純を迎え、LOGIC SYSTEMを新生スタートした。

### その他の活動
1982年にヒット曲となった金沢明子の「イエロー・サブマリン音頭」（大滝詠一プロデュース）では、2番のバックで聞こえる音は、レコーディングの際にスタジオにいた人々を呼び集めて騒ぎ、パーティーサウンドを作った上で多重録音しており、その中のバーテンダー役で松武が参加している。
1993年には、辻仁成とのユニット「BEAT MUSIK」を結成した。
1995年には、声優の神谷明の呼びかけにより結成された、阪神・淡路大震災の復興チャリティユニット「WITH YOU」に協力ミュージシャンとして参加。1997年に発売されたチャリティCDにも参加している。
1996年には木原さとみ、衛藤ヒロユキとのユニット「キハラサトミ with ラジオハート」を結成。
また2000年には、今藤長十郎・小松原まさしとのユニット「Purple Project」を結成した。

## 参加作品

### ソロ作品
- 1977年 - 幻想曲 星への誘い
- 1979年 - デジタル・ムーン+謎の無限音階
- 1983年 - 眠れる夜[5]
  - シングル。東芝EMIからカセットテープで発売。2009年にCD化[5]。
  - 2018年4月21日、7インチシングル盤として再発売[5]。
- 2000年 - 江戸 （4代目今藤長十郎・小松原まさしとの共作）
- 2004年 - SEQUENTIAL WORKS

### ベスト・アルバム
- 2017年2月22日 - LOGIC CHRONICLE[6]
  - 松武秀樹「音楽生活45周年記念企画」として、過去作品をまとめた5枚組CD-BOX[6]。

### ユニット活動
- LOGIC SYSTEM
- AKIHABARA ELECTRIC CIRCUS
- BEAT MUSIK
- WITH YOU
- キハラサトミ with ラジオハート
- Purple Project
- 8bit Project

### レコーディング参加作品
シングル
- 1980年『愛の園 (AI NO SONO)』（西城秀樹）
- 1981年『コンピューターおばあちゃん』（酒井司優子）
- 1982年
  - 『赤道小町ドキッ』（山下久美子）[7]
  - 『哀愁のオリエント急行』（つちやかおり）
- 1983年『夢・恋・人。』（藤村美樹）

アルバム
- 1977年『いろはにこんぺいとう』（矢野顕子）
- 1978年
  - 『ト・キ・メ・キ』（矢野顕子）
  - 『千のナイフ』（坂本龍一）
  - 『イエロー・マジック・オーケストラ』（YMO）
  - 『COCHIN MOON』（細野晴臣）
  - 『ヌーベル・バーグ』（ムーンライダーズ）
  - 『PRISMY』（尾崎亜美）
- 1979年
  - 『LITTLE FANTASY』（尾崎亜美）
  - 『悲しいほどお天気』（松任谷由実）
  - 『ソリッド・ステイト・サヴァイヴァー』（YMO）
- 1980年
  - 『B-2ユニット』（坂本龍一）
  - 『うたかたのオペラ』（加藤和彦）
  - 『romantique』（大貫妙子）
  - 『Montage』（南佳孝）
  - 『時のないホテル』（松任谷由実）
  - 『増殖』（YMO）
  - 『音楽殺人』（高橋幸宏）
  - 『MAKE UP CITY』（カシオペア）
  - 『ごはんができたよ』（矢野顕子）
  - 『夢飛行』（山口美央子）
  - 『電子戦隊デンジマン テーマ音楽集』（渡辺宙明、劇場版サウンドトラック）
- 1981年
  - 『BGM』（YMO）
  - 『左うでの夢』（坂本龍一）
  - 『NEUROMANTIC』（高橋幸宏）
  - 『ベル・エキセントリック』（加藤和彦）
  - 『夢の途中』（来生たかお）
  - 『テクノデリック』（YMO）
  - 『出口主義』（THE BEATNIKS）
  - 『NIRVANA』（山口美央子）
  - 『MKWAJU』（ムクワジュ・アンサンブル）
- 1982年
  - 『Immigrants』（Sandii & The Sunsetz）
  - 『抱きしめてオンリィ・ユー』（山下久美子）
  - 『フィルハーモニー』（細野晴臣）
  - 『RICE MUSIC』（土屋昌巳）
  - 『WHAT, ME WORRY?』（高橋幸宏）
  - 『Candy』（松田聖子）
  - 『Baby Baby』（山下久美子）
  - 『金色のリボン』（松田聖子）
  - 『Tokyo Joe』（坂本龍一&渡辺香津美）
- 1983年
  - 『Chimera』（ビル・ネルソン）
  - 『Tutu』（コシミハル）
  - 『ユートピア』（松田聖子）
  - 『女たちよ』（沢田研二）
  - 『Canary』（松田聖子）
  - 『月姫』（山口美央子）
  - 『FRIDAY TROUBLE』（風見慎吾）
- 1984年
  - 『パラシュートが落ちた夏』（吉川晃司）
  - 『アニマ・アニムス』（山下久美子）
  - 『Tinker Bell』（松田聖子）
  - 『CONFUSION』 （大沢誉志幸）
  - 『LA VIE EN ROSE』（吉川晃司）
  - 『WILD&MOODY』（高橋幸宏）
  - 『Windy Shadow』（松田聖子）
  - 『夢の4倍』（原マスミ）
- 1985年
  - 『and Sophia's back』（山下久美子）
  - 『INNOCENT SKY』（吉川晃司）
  - 『御色なおし』（中島みゆき）
  - 『The 9th Wave』（松田聖子）
  - 『WAVE』（杏里）
  - 『BLONDE』（山下久美子）
- 1986年
  - 『MODERN TIME』（吉川晃司）
  - 『Siesta』（河合その子）
  - 『GORILLA』（TM NETWORK）
  - 『MYSTIQUE』（杏里）
  - 『Lovin' you』（渡辺美里）
  - 『真璃子』（真璃子）
  - 『MIX BLOOD』（CHAGE&ASKA）
  - 『1986』（山下久美子）
  - 『BEAT EMOTION』（BOØWY）
  - 『36.5℃』（中島みゆき）
  - 『SPLASH』（福永恵規）
- 1987年
  - 『Strawberry Time』（松田聖子）
  - 『SUMMER FAREWELLS』（杏里）
  - 『POP』（山下久美子）
  - 『PSYCHOPATH』（BOØWY）
- 1988年
  - 『Baby alone』（山下久美子）
  - 『ENERGY』（CHAGE&ASKA）
- 1989年『AGAIN〜そしてこの夜に〜』（柴田恭兵）
- 1990年『シンデレラ リバティ』（柴田恭兵）
- 1991年
  - 『時の肖像』（中村雅俊）
  - 『BAMBI』（立花ハジメ）
- 1994年
  - 『ON AND ON』 （福山雅治）
  - 『Tierra』 （L'Arc〜en〜Ciel）
  - 『SHAKE THE FAKE』 （氷室京介）
- 1995年
  - 『DEEP SKY』（松井常松）
  - 『la alteración』（中森明菜）
- 1998年『GBI』（テイ・トウワ）
- 2006年『Everything is in the nature』（むとうありさ）
- 2018年『トキサカシマ』（山口美央子）

### 楽曲提供

#### 作曲
- YMO
  - 「LOOM」（「BGM」収録）
  - 「OPENING FROM THE PAST」「CLOSING FOR THE FUTURE」（「YMO REMIXES TECHNOPOLIS 2000-00」収録）
- 魔法陣グルグル
  - 「ようこそグルグルワールド」「待ってますぞ!」「ジミナ・テクノ」「THEME OF コーダイ」（「魔法陣グルグル 〜ジミナ村の祭典〜」収録）
  - 「DE・SU・ZO」「DESUZOPOLIS」「SUPERMARKET」（「魔法陣グルグル 〜キタキタおやじの逆襲〜」収録）
  - 「グルグル」「長い声のネコ」「ベームベーム」（「魔法陣グルグル 〜音の魔法陣〜」収録）
  - 「WE ARE THE GURUGURU」「KITA'S BOOGIE」「BON REGGAE」（「魔法陣グルグル 〜キタキタ楽団の世直しツアー〜」収録）
- 精霊使い
  - 「精霊使いMEGA D STYLE BGM」

#### 編曲
- 上坂すみれ
  - 「テトリアシトリ」（シングル『げんし、女子は、たいようだった。』カップリング曲）
- 和希沙也
  - 「スタフィーの大冒険」
- わらべ
  - 「時計をとめて」
- 『FALCOM NEO CLASSIC』
  - 1992年にキングレコードから発売された2枚組CD。日本ファルコム製作ゲームのBGMのアレンジアルバムで、1枚はフルオーケストラ、もう1枚はオーケストラとシンセサイザーの混合で演奏した作品。後者の編曲及びシンセサイザーパートを松武と入江純が担当した。オーケストラパートはロンドン交響楽団が担当し、ロンドンのザ・ヒッツファクトリーで収録が行われた。

## 著書
| 出版日         | 署名                                                                    | 出版社   | ISBN                |
| -------------- | ----------------------------------------------------------------------- | -------- | ------------------- |
| 1981年7月      | たった1人のフルバンド―Logic message YMOとシンセサイザー                 | 勁文社   | ISBN 978-4766900132 |
| 2015年11月20日 | 松武秀樹とシンセサイザー「限定愛蔵版」 MOOG III-Cとともに歩んだ音楽人生 | DU BOOKS | ISBN 978-4907583552 |

## 出演

### ラジオ
- Logic Radio ・放送局：α-STATION FM京都 89.4 FM ・放送時間：毎週月曜日 22:00-23:00[8]